# Embrujo de la luna mora
El embrujo de la luna mora es un festival celebrado en Carratraca, en la provincia de Málaga, España.
La celebración tiene como objetivo dar a conocer el legado cultural andalusí, transportando a los visitantes al pasado para rememorar la convivencia existente entre las culturas que convivieron en aquella época.
Durante el día se instala un zoco en el que se organizan distintas actividades como exposiciones, teatro, danza, pasacalles, y exposición de toda clase de artesanía. Además, se celebran conciertos en el Auditorio Natural, excavado en la roca de la sierra de la localidad y que asemeja un anfiteatro romano. 
Por la noche la noche, la villa se ilumina con la luz de miles de velas y suenan cantes flamencos, danzas y música andalusí, creando una atmósfera de embrujo.